# کیکاووس رازی
کاووس‌کی یا کیکاووس دارایِ رازی زرتشتی پسر کیخسرو، از شاعران گمنام زرتشتی است که در حدود اواخر سده ششم و اوایل سده هفتم هجری قمری در ری به سر می‌برده است. از کیکاووس رازی تنها یک اثر به نام زراتشت نامه برجای مانده‌است که از نظر نوع ادبی حماسه و در قالب مثنوی به بحر متقارب متضمن است. اشعار کیکاووس رازی عموماً در شرح زندگانی زردشت پیامبر و شاهان ایران باستان است. اشعار کیکاووس رازی به دست زرتشت بهرام پژدو کتابت شده است.